# 準都市計画区域
準都市計画区域（じゅんとしけいかくくいき）とは、都市計画法に規定する区域の範囲である。

## 概要
都市計画区域の指定がない区域であっても、相当数の建築物等の建築又はこれらの敷地の造成が現に行われていたり、または将来行われると見込まれる区域で、そのまま土地利用を整序し、又は環境を保全するための措置を講ずることなく放置すれば、将来における一体の都市としての整備、開発及び保全に支障が生じるおそれがあると認められる一定の区域を、準都市計画区域として指定することができる。 
準都市計画区域は、都道府県が、あらかじめ関係市町村および都道府県都市計画審議会の意見を聴いたうえで指定する。また、準都市計画区域に指定されている区域が都市計画区域に指定されれば、その準都市計画区域は廃止されたものとみなされる。

## 準都市計画区域の規制
準都市計画区域内では、都市計画法と建築基準法により、おもに都市計画区域の規定を準用する形で、区域外と比べて様々な規制が設けられている。
- 3000平方メートル以上の規模の開発行為を行おうとする者は、原則として都道府県知事から開発許可を受けなければならない。
- 建築物を新築や増改築移転（増改築移転部分の床面積が10平方メートル以内のものを除く）をしようとする者は、特定行政庁に申請して建築確認を受けなければならない。
- 建築物に対して、接道義務や斜線規制などの集団規定が適用される。
- 10000平方メートル以上の土地取引については、国土利用計画法に基づく届出を行わなければならない。